# Pyura scortea
Pyura scortea är en sjöpungsart som beskrevs av Kott 1985. Pyura scortea ingår i släktet Pyura och familjen lädermantlade sjöpungar. Inga underarter finns listade i Catalogue of Life.